# Jonathan Dorn
Jonathan Dorn (* um 1945) ist ein US-amerikanischer klassischer und Studiomusiker (Tuba, auch Komposition), der auch im Bereich des Jazz auftrat.

## Leben
Dorn hatte in Philadelphia Unterricht bei Abe Torchinsky und spielte seit den frühen 1970er-Jahren mit Jazzmusikern wie David „Fathead“ Newman (The Weapon , 1972), Jimmy Scott und mit Leon Redbone, für den er (als Big Johnny Dong) auch komponierte („Aw You Salty Dog“). Als Solist ist er u. a. zu hören in „Your Cheatin’ Heart“ und „If We Never Meet Again This Side of Heaven“ (Live, 1981). Im Bereich der klassischen Musik arbeitete er mit The Academy Brass, Keystone Brass Quintet, Contemporary Brass Quintet, Rittenhouse Brass Quintet, Bicentennial Brass, The Philadelphia Orchestra sowie Philadelphia Chamber Symphony und leitete Jonathan Dorn's Big Bad Brass. Als Theatermusiker war er in Philadelphia und auf dem Broadway tätig. Außerdem wirkte er bei Aufnahmen von Anthony Braxton (Creative Orchestra Music 1976), Ricky Ford (Loxodonta Africana) und Yusef Lateef (The Doctor Is In ... and Out, 1976) mit. Im Bereich des Jazz war er laut Tom Lord zwischen 1972 und 2006 an 18 Aufnahmesessions beteiligt, zuletzt als er bei Anthony Braxtons Composition No. 19 (For 100 Tubas) mitwirkte.  Er arbeitete des Weiteren als Sessionmusiker u. a. mit Vokalisten wie Don McLean, Peter Allen und Phoebe Snow (Never Letting Go, 1977). Um 2005 beendete er seine aktive Musikerkarriere, um fortan zu unterrichten.
Der Tubist ist nicht mit dem gleichnamigen christlichen Popsänger zu verwechseln.